# Klischee
Ein Klischee ist eine ehemals innovative Vorstellung, Redensart, ein Kunstwerk oder ein Stilmittel, die mittlerweile veraltet, abgenutzt oder überbeansprucht erscheint. Das Klischee existiert als etwas geistig oder sprachlich Schablonenhaftes. Dabei ist charakteristisch, dass die Eigenschaft, welche das Klischee bedeutet, nicht eine der Eigenschaften ist, welche die gleichartigen Einzelelemente zu einer benennbaren Klasse werden lässt, sondern vielmehr eine zusätzliche, davon unabhängige Eigenschaft ist.
Der Begriff leitet sich ab von französisch cliché, was Abklatsch bedeutet. Das französische Wort bezeichnete ursprünglich die gleichnamige Druckform, das deutsche Wort Abklatsch den damit hergestellten Probeabzug.

## Definition
Im Sachwörterbuch der Literatur sind Klischees folgendermaßen definiert:

„[Klischees sind] vorgeprägte Wendungen, abgegriffene und durch allzu häufigen Gebrauch verschlissene Bilder, Ausdrucksweisen, Rede- und Denkschemata, die ohne individuelle Überzeugung einfach unbedacht übernommen werden.“

Ein Beispiel für ein auf eine Personengruppe bezogenes, positives Klischee: „Die Deutschen sind sehr pünktlich“. Diese Eigenschaft ist rational unabhängig von der Eigenschaft der Menge der Deutschen, deutsch zu sein, wenngleich nicht festgestellt werden kann, ob diese generelle Zuordnung zutrifft oder nicht. Es handelt sich um ein Klischee.
Bedient sich jemand eines Klischees, repräsentiert dies nicht notwendigerweise die Überzeugung der Person – es kann auch unbedacht übernommen worden sein. Die Eigenschaft, die das Klischee ausmacht, ist nicht notwendigerweise, aber dennoch häufig, negativer Natur. Ist die Eigenschaft negativ belegt, kann das Klischee zu einem Vorurteil verschärft sein. Nicht selten sind Klischees in Form von Redensarten in die Umgangssprache eingefasst. Viele, aber nicht alle Klischees lassen sich deswegen als abgegriffene Redewendungen auffassen, die eingefahrene Vorurteile repräsentieren. Ein Beispiel für eine klischeehafte Redewendung: „pünktlich wie die Maurer“.
M. H. Abrams weist ausdrücklich darauf hin, dass nicht jeder häufig gebrauchte sprachliche Ausdruck prinzipiell zum Klischee taugt und das Klischee daher nicht über die Häufigkeit einer Redewendung definiert werden könne, wobei er „I beg your pardon“ („Ich bitte um Entschuldigung“) als Beispiel nennt.

“For the most part we do not first see, and then define, we define first and then see.”

„Meistens schauen wir nicht erst und definieren dann, wir definieren erst und schauen dann.“

Im Handbuch der Phraseologie werden Klischees in Sprachklischees und Gedankenklischees eingeteilt. Klischees werden dort als „zeit-, gesellschafts- und personenabhängig“ bezeichnet, sind also nicht konstant, sondern einem Wandel unterworfen. Aus den meisten Definitionen lässt sich folgern, dass Klischees nur so lange Bestand haben können, wie sie gebraucht werden, nicht den Dingen innewohnend sind.

## Abgrenzungen zum Stereotyp
Das Wort Klischee wird häufig synonym zu Vorurteil und Stereotyp verwendet. Vorurteile drücken eine generelle Haltung aus, Stereotype eine kognitive Zuordnung. Nach Quasthoff ist das Stereotyp ausschließlich auf Personen(gruppen) bezogen, ein Klischee (Wilpert) hingegen nicht. Im medialen Zusammenhang wird auch auf die Abnutzung verwiesen. Rudi Holzberger sieht das Klischee als Nachfolger von stereotypen Vorstellungen. Eine eindeutige Zuordnung und Operationalisierung zur sprachlichen oder Verhaltensebene ist bei Klischee wie Stereotyp nicht möglich.

## Sprachklischees im Journalismus
Laut Wolf Schneider ist die stets präsente, tausendfach benutzte Floskel ein ebenso beliebtes, wie sprachkritisch zu hinterfragendes Phänomen im gesprochenen und geschriebenen Journalismus. Zwar sei es gerade die gestanzte Form, die zur Erleichterung des Verständnisses diene, da sie oft genug dem Erwartungsbild der Hörer- und Leserschaft entspräche und ihnen den Zugang zum Text am raschesten öffne. Ausdrücke, wie „bettelarm“, „goldrichtig“, „bitterkalt“. oder „stinkfaul“ gingen leicht ins Ohr. Andere schablonenhafte Wortverbindungen erschienen hingegen kurios. Als Beispiel nennt er den Stein, der in „steinhart“ einleuchte, während derselbe Stein in „steinreich“ Rätsel aufgebe.
Die Mehrzahl der Sprachklischees werden von Schneider allerdings als aufgebläht, ausgeleiert und abgewetzt bezeichnet. Sie seien interessantem und verständlichem Schreiben abträglich. Als Beispiel nennt er Redewendungen, wie „an Deutlichkeit nichts zu wünschen übrig lassen“ oder „erst die Spitze des Eisberges sein“. In der beliebten Standardfloskel für „schweigen“, die da lautet: „strengstes Stillschweigen bewahren“ sieht er gar eine „verdreifachende Redundanz“.
Daraus leitet er die Forderung für guten Journalismus ab: „Weg mit dem Schwulst!“.